# John Williamson (basket-ball, 1986)
Pour les articles homonymes, voir John Williamson (homonymie) et Williamson.
John Williamson, né le 19 août 1986 à Columbus, est un joueur américain de basket-ball. Il joue au poste d'ailier fort.

## Biographie
Joueur important de l'effectif nantais, il a joué un grand rôle dans la qualification en playoffs 2009 de Pro B de son équipe.
Il est recruté par Fos-sur-Mer lors de la saison 2012-2013.